# Rio Cuiabá
O rio Cuiabá é um curso de água que fica no estado de Mato Grosso, Brasil, e possui grande importância histórica em seu estado, e onde já foi servido como principal fonte de ligação do Mato Grosso para o centro-sul do Brasil.

## Importância
O rio Cuiabá teve muita serventia, ajudando no transporte, no meio de comunicação e até mesmo na produção de energia, aonde as comunidades ribeirinhas retiravam o azeite de peixe, que servia como combustível de iluminação de algumas residências, além de servir como fonte de cultura mato-grossense.